# ماهیمه
ماهیمه (به ژاپنی: 摩阿姫) (تولد ۱۵۷۲ - مرگ ۱۳ اکتبر ۱۶۰۵) یک زن در دوره آزوچی-مومویاما و اوایل دوره ادو بود. وی سومین دختر مائدا توشی‌ایه بود.
در سن ۱۱ سالگی با ملازم پدرش نامزد کرد و به قلعه فوکوئی وارد شد. سال بعد در نبرد شیزوگاتاکه پدرش از تویوتومی هیده‌یوشی شکست خورد و نامزد وی هاراکیری کرد و وی به خانه پدری بازگشت. در سال ۱۵۸۵ همسر غیر اصلی تویوتومی هیده‌یوشی (مرگ ۱۵۹۸) شد. بعد از مرگ هیده‌یوشی وی همسر غیر اصلی مادنوکوجی آتسوفوسا شد و فرزند دختری را به دنیا آورد.